# Entomological Society of Korea
Entomological Society of Korea (ESK) – południowokoreańskie stowarzyszenie entomologiczne.
ESK zostało założone na seulskim Korye University 6 listopada 1970 roku przez Gyusana Changa Hwana Kima, Gwanjunga Boka Sunga Cho i Wun Ha Baka. Celem towarzystwa jest wspieranie rozwoju entomologii i pokrewnych nauk oraz oferowanie stypendiów jego członkom. 
Od 1971 stowarzyszenie wydaje pismo Entomological Society of Korea Journal, które najpierw było rocznikiem, potem półrocznikiem, a następnie kwartalnikiem. W 1998 zaczęto publikować są w języku angielskim i koreańskim, celem internacjonalizacji pisma. Obecnie pismo wychodzi pod nazwą Entomological Research i jest wydawane we współpracy z Willey Publishing Asia Pty Ltd. 
ESK wydało również kilka innych pozycji, w tym dwie edycje General Entomology (1984, 2000), Korea Insect Names (1994) oraz, we współpracy z Applied Entomological Society of Korea Insect Terminology (1998).